# 드래곤 퀘스트: 유어 스토리
《드래곤 퀘스트: 유어 스토리》(일본어: ドラゴンクエスト ユア・ストーリー)는 2019년 공개된 일본의 3D CG 애니메이션 영화이다.

## 출연진
- 사토 타케루 - 류카 엘 켈 그랑바니아 역
  - 오오니시 리쿠 - 어린 류카 역
- 아리무라 카스미 - 비앙카 산트 알카파 역
- 하루 - 플로라 / 점쟁이 할머니 역
- 사카구치 켄타로 - 헨리 역
  - 다카쓰키 유키노스케 - 어린 헨리 역
- 우치카와 레오 - 아루스 역
- 야마다 타카유키 - 파파스 역
- 켄도 코바야시 - 산쵸 역
- 야스다 켄 - 푸산 역
- 후루타 아라타 - 부온 역
- 마츠오 스즈키 - 루드만 드 사라보나 역
- 야마데라 코이치 - 슬라링 역
- 이우라 아라타 - 밀드라스 역
- 카쿠 치카코 - 마사 역
- 요시다 코타로 - 게마 역
- 사사키 잇페이 - 쟈미 역
- 세키구치 하루오 - 곤즈 역